# زبرماهی طلایی
زبرماهی طلایی (نام علمی: Aulotrachichthys pulsator) نام یک گونه از سرده زبرماهی‌های تابناک است.